# Televisioni locali del Trentino-Alto Adige
RAS 1, RAS 2, RAS 3 ed Eitowers Trentino sono quattro dei multiplex della televisione digitale terrestre presenti nel sistema DVB-T italiano.
RAS 1, RAS 2 e RAS 3 appartengono a RAS.
Eitowers Trentino appartiene a EI Towers S.p.A. interamente posseduta da 2i Towers S.r.l., a sua volta controllata al 100% da 2i Towers Holding S.r.l., che è partecipata per il 40% da Mediaset e per il 60% da F2i TLC 1 S.r.l..

## Copertura
RAS 1 è una rete di primo livello disponibile in tutto il Trentino-Alto Adige.
RAS 2 è una rete di primo livello disponibile in tutto il Trentino-Alto Adige.
RAS 3 è una rete di secondo livello disponibile in tutto il Trentino-Alto Adige.
Eitowers Trentino è una rete di primo livello disponibile in tutta la provincia autonoma di Trento.

## Frequenze
RAS 1 trasmette sul canale 21 della banda UHF IV in tutto il Trentino-Alto Adige.
RAS 2 trasmette sul canale 34 della banda UHF IV in tutto il Trentino-Alto Adige.
RAS 3 trasmette sul canale 35 della banda UHF IV nella provincia di Bolzano e sul canale 42 della banda UHF V in tutto il Trentino-Alto Adige.
Eitowers Trentino trasmette sul canale 41 della banda UHF V in tutta la provincia di Trento.

## Servizi

### Canali televisivi (RAS 1)
| LCN | Canale           | Stato    | Note       |
| --- | ---------------- | -------- | ---------- |
| 86  | RAS Das Erste HD | Germania | FTA (HDTV) |
| 88  | RAS ORF1 HD      | Austria  | FTA (HDTV) |
| 89  | RAS ORF2T HD     | Austria  | FTA (HDTV) |
| 90  | RAS ORF III HD   | Austria  | FTA (HDTV) |
| 95  | RAS 3sat HD      | Germania | FTA (HDTV) |
| 98  | RAS arte HD      | Germania | FTA (HDTV) |

### Canali televisivi (RAS 2)
| LCN | Canale                  | Stato    | Note       |
| --- | ----------------------- | -------- | ---------- |
| 87  | RAS ZDF HD              | Germania | FTA (HDTV) |
| 92  | RAS SRF 1 HD            | Svizzera | FTA (HDTV) |
| 93  | RAS SRF zwei HD         | Svizzera | FTA (HDTV) |
| 96  | RAS BR Fernsehen Süd HD | Germania | FTA (HDTV) |
| 97  | RAS Kika HD             | Germania | FTA (HDTV) |
| 99  | RAS RSI LA 1 HD         | Svizzera | FTA (HDTV) |

### Canali televisivi (RAS 3)
| LCN   | Canale                      | Stato    | Note       |
| ----- | --------------------------- | -------- | ---------- |
| 10    | TRENTINO TV HD              | Italia   | FTA (HDTV) |
| 11    | ALTO ADIGE TV               | Italia   | FTA (HDTV) |
| 12    | Peer.tv Südtirol            | Italia   | FTA (HDTV) |
| 13 71 | CANALE ITALIA               | Italia   | FTA (HDTV) |
| 14    | RTTR                        | Italia   | FTA (HDTV) |
| 17    | Kronplatz - Plan de Corones | Italia   | FTA (HDTV) |
| 19    | TV33 BZ                     | Italia   | FTA (HDTV) |
| 84    | RAS ServusTV HD Oesterreich | Austria  | FTA (HDTV) |
| 91    | RAS ORF Sport+ HD           | Austria  | FTA (HDTV) |
| 94    | RAS ZDF neo HD              | Germania | FTA (HDTV) |

### Canali televisivi (Eitowers Trentino)
| LCN   | Canale                | Note       |
| ----- | --------------------- | ---------- |
| 10    | TRENTINO TV           | FTA (HDTV) |
| 11    | RTTR                  | FTA (HDTV) |
| 12    | Telepace Trento       | FTA (HDTV) |
| 13    | Telepadova - 7 GOLD   | FTA (HDTV) |
| 14    | TELENUOVO             | FTA (HDTV) |
| 15    | ANTENNA TRE VENETO    | FTA (HDTV) |
| 16    | TV7 Triveneta Network | FTA (HDTV) |
| 17 71 | CANALE ITALIA         | FTA        |
| 18    | TELECHIARA            | FTA (HDTV) |
| 19    | TV33 TN               | FTA (HDTV) |